# Ellsworth (Iowa)
Ellsworth es una ciudad ubicada en el condado de Hamilton en el estado estadounidense de Iowa. En el Censo de 2010 tenía una población de 531 habitantes y una densidad poblacional de 228,56 personas por km².

## Geografía
Ellsworth se encuentra ubicada en las coordenadas 42°18′37″N 93°34′55″O / 42.31028, -93.58194. Según la Oficina del Censo de los Estados Unidos, Ellsworth tiene una superficie total de 2.32 km², de la cual 2.32 km² corresponden a tierra firme y (0%) 0 km² es agua.

## Demografía
Según el censo de 2010, había 531 personas residiendo en Ellsworth. La densidad de población era de 228,56 hab./km². De los 531 habitantes, Ellsworth estaba compuesto por el 92.09% blancos, el 0.19% eran afroamericanos, el 2.07% eran amerindios, el 0.38% eran asiáticos, el 0% eran isleños del Pacífico, el 4.14% eran de otras razas y el 1.13% pertenecían a dos o más razas. Del total de la población el 6.78% eran hispanos o latinos de cualquier raza.